# Arizona Stadium

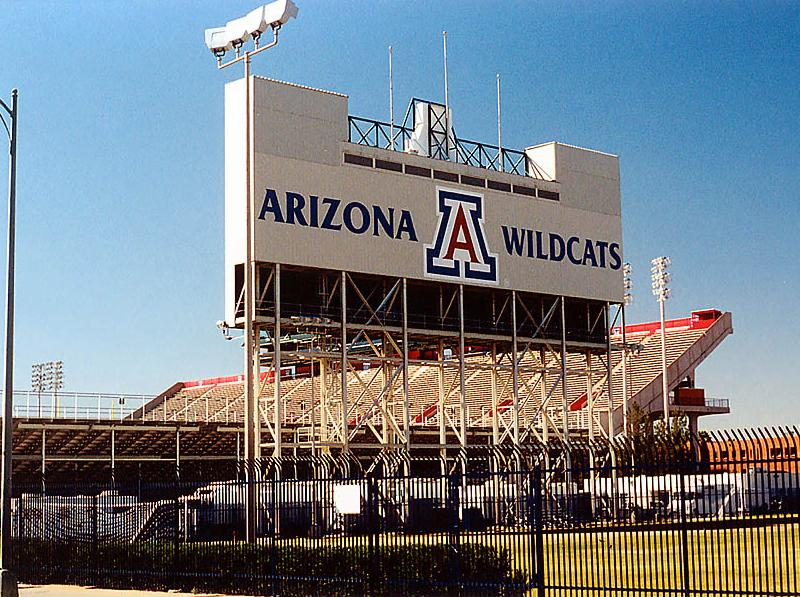
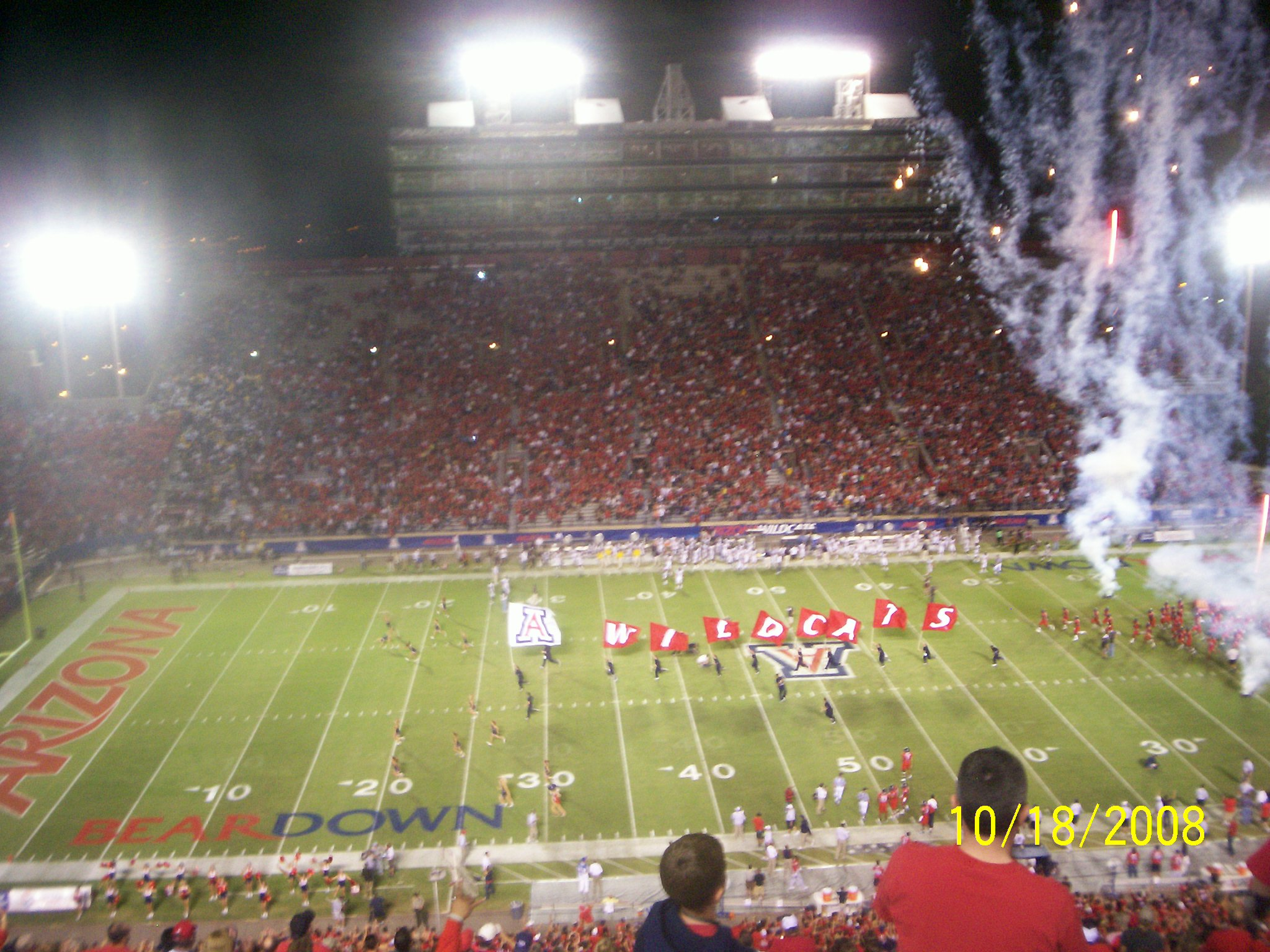

Arizona Stadium es un estadio de fútbol americano colegial ubicado en Tucson, Arizona,  fue inaugurado en el año de 1928, tiene una capacidad para albergar a 57 803 aficionados cómodamente sentados, su equipo local son los Wildcats de Arizona de la National Collegiate Athletic Association.